# Championnat du Soudan de football 2007
Navigation
Saison précédente Saison suivante
La saison 2007 du Championnat du Soudan de football est la quarante-troisième édition de la première division au Soudan, la Sudan Premier League. Elle regroupe, sous forme d'une poule unique, les douze meilleures équipes du pays qui se rencontrent deux fois, à domicile et à l'extérieur. En fin de saison, les deux derniers du classement sont relégués et remplacés par les deux meilleurs clubs de deuxième division.
C'est le club d'Al Hilal Omdurman, quadruple tenant du titre, qui remporte à nouveau le championnat cette saison après avoir terminé en tête du classement final, avec six points d'avance sur Al Merreikh Omdurman et vingt-cinq sur Al-Mourada SC. C'est le 20e titre de champion du Soudan de l'histoire du club, qui manque le doublé en s'inclinant face à son dauphin en finale de la Coupe du Soudan.

## Les clubs participants
| - Al Hilal Omdurman - Hai al-Arab Port Soudan - Al Jazeerat Al-Feel - Al Ittihad Wad Medani - Amal Atbara - Al Merreikh Al-Tagher - Promu de D2 | - Al-Mourada SC - Al Merreikh Omdurman - Al Mirghani Kassala - Al Hilal Port-Soudan - Khartoum 3 - Al Ahly Wad Madani - Promu de D2 |

## Compétition
Le barème de points servant à établir les classements se décompose ainsi :
- Victoire : 3 points
- Match nul : 1 point
- Défaite : 0 point

### Classement
| Rang | Équipe                  | Pts | J  | G  | N | P  | Bp | Bc | Diff |
| ---- | ----------------------- | --- | -- | -- | - | -- | -- | -- | ---- |
| 1    | Al Hilal Omdurman T     | 64  | 22 | 21 | 1 | 0  | 70 | 6  | +64  |
| 2    | Al Merreikh Omdurman C  | 58  | 22 | 19 | 1 | 2  | 65 | 12 | +53  |
| 3    | Al-Mourada SC           | 39  | 22 | 11 | 6 | 5  | 27 | 17 | +10  |
| 4    | Al Ahly Wad Madani P    | 33  | 22 | 10 | 3 | 9  | 30 | 28 | +2   |
| 5    | Hay al-Arab Port-Soudan | 28  | 22 | 7  | 7 | 8  | 18 | 21 | -3   |
| 6    | Khartoum 3              | 27  | 22 | 8  | 3 | 11 | 23 | 34 | -11  |
| 7    | Amal Atbara             | 21  | 22 | 5  | 6 | 11 | 22 | 31 | -9   |
| 8    | Al Hilal Port-Soudan    | 21  | 22 | 5  | 6 | 11 | 14 | 33 | -19  |
| 9    | Al Ittihad Wad Medani   | 21  | 22 | 5  | 6 | 11 | 18 | 36 | -18  |
| 10   | Al Jazeerat Al-Feel     | 20  | 22 | 4  | 8 | 10 | 9  | 35 | -26  |
| 11   | Al Mirghani Kassala     | 17  | 22 | 3  | 8 | 11 | 11 | 30 | -19  |
| 12   | Al Merreikh Al-Tagher P | 16  | 22 | 3  | 7 | 12 | 10 | 34 | -24  |

|  | Qualification pour la Ligue des champions de la CAF 2008                |
|  | Qualification pour la Coupe de la CAF 2008                              |
|  | Relégation directe en deuxième division                                 |
|  | T : Tenant du titre C : Vainqueur de la Coupe du Soudan P : Promu de D2 |

## Bilan de la saison
| Championnat du Soudan de football 2007                             |                               |
| Champion                                                           | Al Hilal Omdurman (20e titre) |
| Coupes et trophées                                                 |                               |
| Vainqueur de la Coupe du Soudan 2007                               | Al Merreikh Omdurman          |
| Qualifications continentales                                       |                               |
| Ligue des champions de la CAF 2008                                 | Al Hilal Omdurman             |
| Coupe de la CAF 2008                                               | Al Merreikh Omdurman          |
| Promotions et relégations                                          |                               |
| Promus en Premier League                                           | Al Hilal Kaduqli              |
| Promus en Premier League                                           | Al Nil Hasahisa               |
| Relégués en Championnat du Soudan de football de deuxième division | Al Mirghani Kassala           |
| Relégués en Championnat du Soudan de football de deuxième division | Al Merreikh Al-Tagher         |